# Tyson Barrie
Tyson Barrie (Victoria, Columbia Británica, 26 de julio de 1991), apodado TB2's, T-Beauty o T-Bearcat, entre otros, es un jugador profesional canadiense de hockey sobre hielo que se desempeña en la posición de defensor derecho en Nashville Predators, equipo de la National Hockey League (NHL).

## Carrera
Fue seleccionado en la tercera ronda en la NHL Entry Draft de 2009. En 2011 hizo su debut profesional con el equipo Colorado Avalanche, en el cual jugó ocho temporadas (2011-2019), después pasó a Toronto Maple Leafs (2019-2020), luego a Edmonton Oilers (2020-2022), posteriormente a Nashville Predators, donde lleva jugando dos temporadas.